# آدام انرایت
آدام انرایت (انگلیسی: Adam Enright؛ زادهٔ ۱۶ نوامبر ۱۹۸۳) ورزشکار کرلینگ اهل کانادا است.